# Sędzisław (imię)
Sędzisław, Sędosław – staropolskie imię męskie, złożone z członu Sędzi- („sądzić”) oraz członu -sław („sława”). Być może oznaczało „ten, komu sądzona jest sława”.
Imię jest rzadko nadawane. W  styczniu 2024 r. w rejestrze PESEL, wśród publicznie dostępnych danych dotyczących osób żyjących, wykazano trzech mężczyzn o imieniu Sędzisław, nadanym jako imię pierwsze.
Żeński odpowiednik: Sędzisława.
Podobne imiona staropolskie: Sędzimir, Sędziwuj itp.
Sędzisław imieniny obchodzi 7 lipca i 16 września.

## Mężczyźni o tym imieniu
- Sędzisław (Suzzlaus castellanus de Budegac) – bydgoski kasztelan, wspomniany w notce z 28 czerwca 1238.